# Rudolf-August Oetker-Stiftung
Die Rudolf-August Oetker-Stiftung für Kunst, Kultur, Wissenschaft und Denkmalpflege ist eine rechtsfähige Stiftung, die nach dem bürgerlichen Recht in der ostwestfälischen Stadt Bielefeld 1998 gegründet worden ist.

## Ziele
Die Stiftung hat als Ziel im Gedenken an Rudolf-August Oetker Projekte im Bereich der Denkmalpflege, die Förderung von Restaurierungsvorhaben im Bereich von Malerei, Kunsthandwerk und Textilkunst, die Unterstützung im Ankauf von Kunstwerken für Museen, die Förderung von Ausstellungen sowie die Unterstützung von Forschungsvorhaben in diesen Bereichen. Sie fasst das Engagement der Familie Oetker in diesen Bereichen zusammen. Vorläufer war die Dr. August Oetker Stiftung, die Mitte der 1990er Jahre aufgelöst wurde.